# Dale Krentz
Dale Krentz (né le 19 décembre 1961 à Steinbach (Manitoba))  est un ancien joueur professionnel canadien de hockey sur glace.

## Biographie
Il commence sa carrière dans l'équipe de l'université d'État du Michigan en championnat NCAA avant d'être recruté par les Red Wings de Détroit.
Il joue d'abord dans le club-école, les Red Wings de l'Adirondack en LAH. Il joue son premier match en LNH lors de la saison 1987-1988. Il en jouera une trentaine à ce niveau. N'arrivant pas à s'imposer en Amérique, il part en Europe en 1990. Après un court engagement au CP Berne en LNA, l'attaquant signe un contrat avec le Mannheimer ERC en élite allemande. Il reste lors de la professionnalisation de ce championnat en 1994. Il met fin à sa carrière dans les Starbulls Rosenheim à la fin de la saison 1995-1996.